# Julia Duchrow

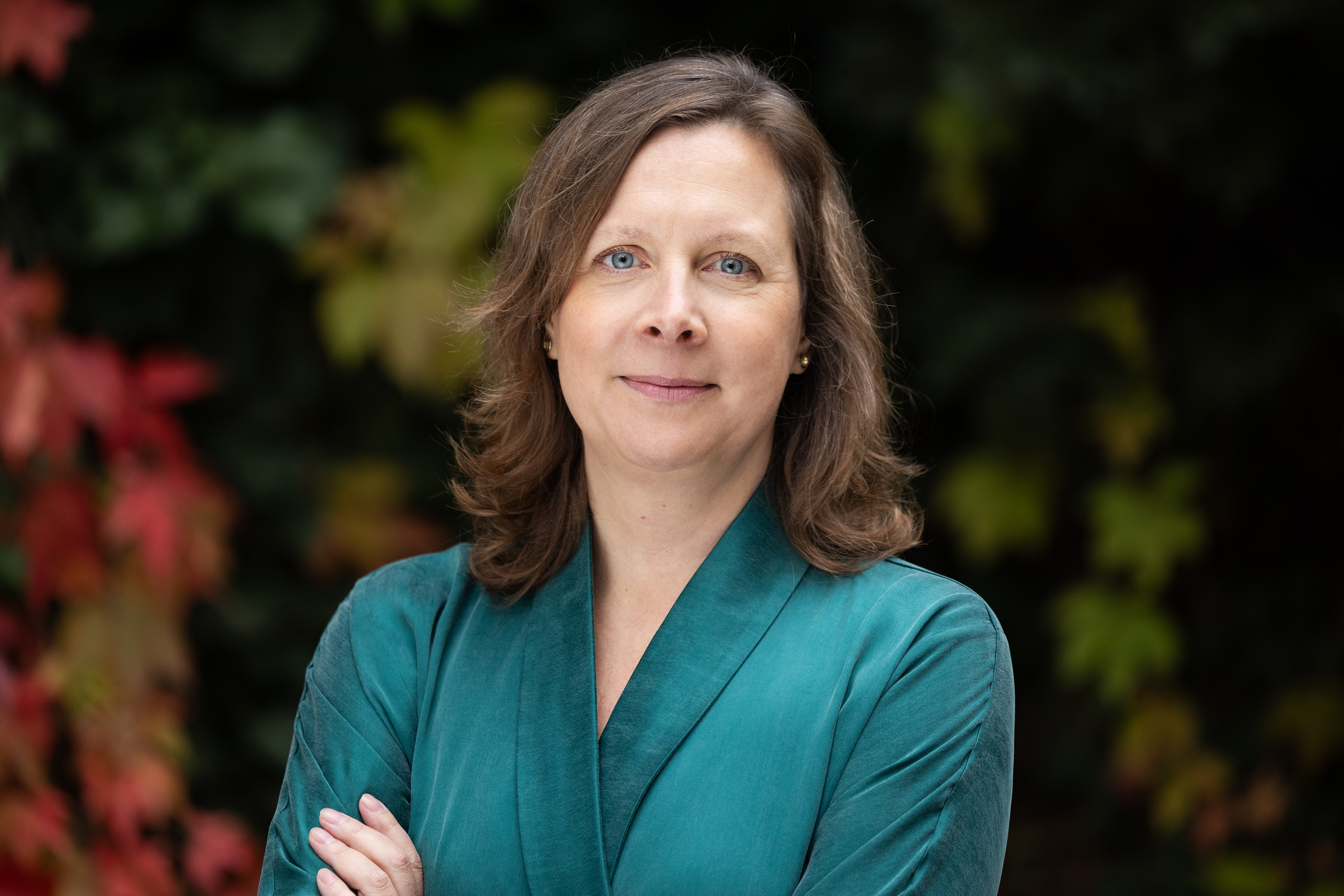
Julia Duchrow (2023)

Julia Duchrow (* 19. Februar 1971 in Genf (Schweiz)) ist eine deutsche Völker- und Menschenrechtlerin. Seit November 2023 ist sie Generalsekretärin der deutschen Sektion von Amnesty International.

## Werdegang
Julia Duchrow ist das jüngste von drei Kindern des Theologen Ulrich und der Gymnasiallehrerin Ulrike Duchrow. Zum Zeitpunkt ihrer Geburt war ihr Vater beim Lutherischen Weltbund in Genf tätig.
Ihr Abitur legte sie im Juni 1990 am Kurfürst-Friedrich-Gymnasium in Heidelberg ab und studierte Rechtswissenschaft an der Universität des Saarlandes in Saarbrücken (1990–1994), an der Universität Genf und dem Institut des Hautes Études Internationales in Genf (1994/1995) und der Universität zu Köln (1995/1996). In Köln absolvierte sie im Juni 1996 das Erste Juristische Staatsexamen mit dem Wahlfach Völker- und Europarecht. Nach einem Aufenthalt als Gastwissenschaftlerin an der University of the Witwatersrand in Johannesburg/Südafrika (1996/1997) fertigte sie ihre Dissertation zum Thema Völkerrechtlicher Minderheitenschutz in einem multikulturellen Staat? Das Beispiel der weißen Bevölkerung in Südafrika an, ihr Betreuer war Rainer Hofmann. Im Mai 1999 wurde sie durch die Rechtswissenschaftliche Fakultät der Universität zu Köln promoviert. Im November 2000 legte sie in Berlin das Zweites Juristisches Staatsexamen ab, ihr Wahlfach war Europarecht.
Julia Duchrow ist evangelisch und verheiratet mit dem Juristen Florian Jeßberger; das Ehepaar hat drei Kinder und lebt in Berlin.

## Berufliche Tätigkeit
Zwischen 1998 und 2000 war Julia Duchrow als Rechtsreferendarin am Kammergericht Berlin tätig. Ihre Stationen dort waren u. a. das völkerrechtliche Grundsatzreferat des Auswärtigen Amtes, Human Rights Watch (New York) und die Abteilung der Integrationsbeauftragten des Landes Berlin.
Von 2001 bis 2011 war sie – unterbrochen durch Elternzeit 2002/2003 – asylpolitische Referentin bei Amnesty International Deutschland in Bonn und Berlin und dabei zuständig insbesondere für deutsches und europäisches Ausländer- und Asylrecht, Fragen der inneren Sicherheit und die Türkei.
2011 wurde sie bis 2019 Referatsleiterin und stellvertretende Abteilungsleiterin Politik bei der Organisation Brot für die Welt in Berlin. Die Arbeitsschwerpunkte ihres Referats „Menschenrechte und Frieden“ waren: bürgerliche und politische sowie wirtschaftliche, soziale und kulturelle Rechte, insbes. Schutz von Menschenrechtsverteidigern; Friedenspolitik und Zivile Konfliktprävention; finanzielle Förderung von internationalen Projekten im Bereich Menschenrechte und Frieden.
Ab April 2019 war sie Abteilungsleiterin und Stellvertreterin des Generalsekretärs bei Amnesty International Deutschland. Die Abteilung „Politik und Activism“ mit 42 Mitarbeitern leitete die Fachreferate zu den thematischen und regionalen Schwerpunkten von Amnesty International an, koordinierte Maßnahmen zur Menschenrechtsbildung und zur Mobilisierung der Mitglieder der Organisation (Activism) sowie Teile des internationalen Tech Teams. Zum 1. November 2023 wurde sie zur Generalsekretärin der deutschen Sektion von Amnesty International ernannt.

## Mitarbeit in Gremien, Mitgliedschaften
- 2007–2011 (gewähltes) Mitglied der Präsidialversammlung des Deutschen Evangelischen Kirchentages
- Seit 2011 Vorstand der True Heroes Film Foundation, Genf
- 2011–2019 Vorsitzende der „Community of Practice Rights in Development“ der ACT Alliance, eines internationalen kirchlichen Netzwerks mit 140 Mitgliedsorganisationen
- Seit 2012 (gewähltes) Mitglied im Koordinierungskreis des Forum Menschenrechte
- 2014–2019 Vertreterin der ACT Alliance in der Arbeitsgruppe „Civil Society Space“ der Community of Democracies, einer Koalition von Staaten
- 2015–2018 Mitglied im Beirat Zivile Krisenprävention im Auswärtigen Amt
- 2016–2020 Mitglied und stellvertretende Vorsitzende des Kuratoriums des Deutschen Instituts für Menschenrechte[2]
- 2017–2022 (stellvertretendes) Mitglied im Verwaltungsrat der Agentur der Europäischen Union für Grundrechte mit Sitz in Wien, ernannt durch die Deutsche Bundesregierung.[3]

## Vortragstätigkeit
Seit 2001 hielt sie zahlreiche Vorträge. Auf Einladung der Fraktion Bündnis 90/Die Grünen sprach sie als Sachverständige im Menschenrechtsausschuss des Deutschen Bundestages zum 14. Menschenrechtsbericht der Bundesregierung, auf Einladung der Internationalen Akademie Nürnberger Prinzipien nahm sie wiederholt an Podiumsdiskussionen zu Fragen des internationalen Menschenrechtsschutzes teil. An der Universität Genf sprach sie anlässlich von 25 Jahren Martin Ennals Award zum Thema „Human Rights in a Changing World“.

## Veröffentlichungen (Auswahl)
- Völkerrechtlicher Minderheitenschutz in einem multikulturellen Staat? Das Beispiel der weißen Bevölkerung Südafrikas. Nomos, Baden-Baden 1999 (= Dissertation).
- Flüchtlingsrechtliche Profile des Zuwanderungsgesetzes. In: Zeitschrift für Ausländerrecht und Ausländerpolitik (ZAR) 2004, S. 338 ff.
- [Mit K. Spieß]: Flüchtlings- und Asylrecht. 2. Auflage, C.H. Beck, München 2006.
- The Implementation of the Asylum Procedures Directive (EU) in Germany. In: K. Zwaan (Hrsg.): The Procedures Directive: Central Themes, Problem Issues, and Implementation in Selected Member States. Nijmegen 2008, S. 147 ff.
- Zwischen Professionalisierung und Fragmentierung – Herausforderungen für die Menschenrechtsszene in Deutschland. In: Wolfgang Kaleck (Hrsg.): Themenschwerpunkt: Menschenrechtsbewegung in Deutschland – Wie weit reicht der politische Einfluss?. Forschungsjournal Soziale Bewegungen 4/2015, S. 66ff.
- Das Schutzsystem der Vereinten Nationen für Menschenrechte – Ein Modell für Global Governance? In: B. Kappes, Konrad Seitz (Hrsg.): Nachhaltige Entwicklung braucht Global Governance. Weltinnenpolitik für das 21. Jahrhundert. 2015, S. 87ff.
- [Als Hrsg.]: Zahlen und Fakten (Menschen auf der Flucht). Berlin 2016.
- Brot für die Welt (Hrsg.): Atlas der Zivilgesellschaft. 2018, 2019, 2020, 2021 (Idee und Konzept).